# Larry Steele
Larry Nelson Steele (ur. 5 maja 1949 w Greencastle) – amerykański koszykarz, obrońca, mistrz NBA, komentator sportowy.

## Osiągnięcia
NCAA
- Zaliczony do:
  - I składu SEC (1971)[2]
  - III składu SEC (1970)[3]
  - Galerii Sław Koszykówki stanu Indiana - Indiana Basketball Hall of Fame (2003)[2]
- Laureat Hustle Award

NBA
- Mistrz NBA (1977)[1]
- Lider NBA w przechwytach (1974)[4]
- Klub Portland Trail Blazers zastrzegł należący do niego w numer 15[5]